# Ислам в Ливии

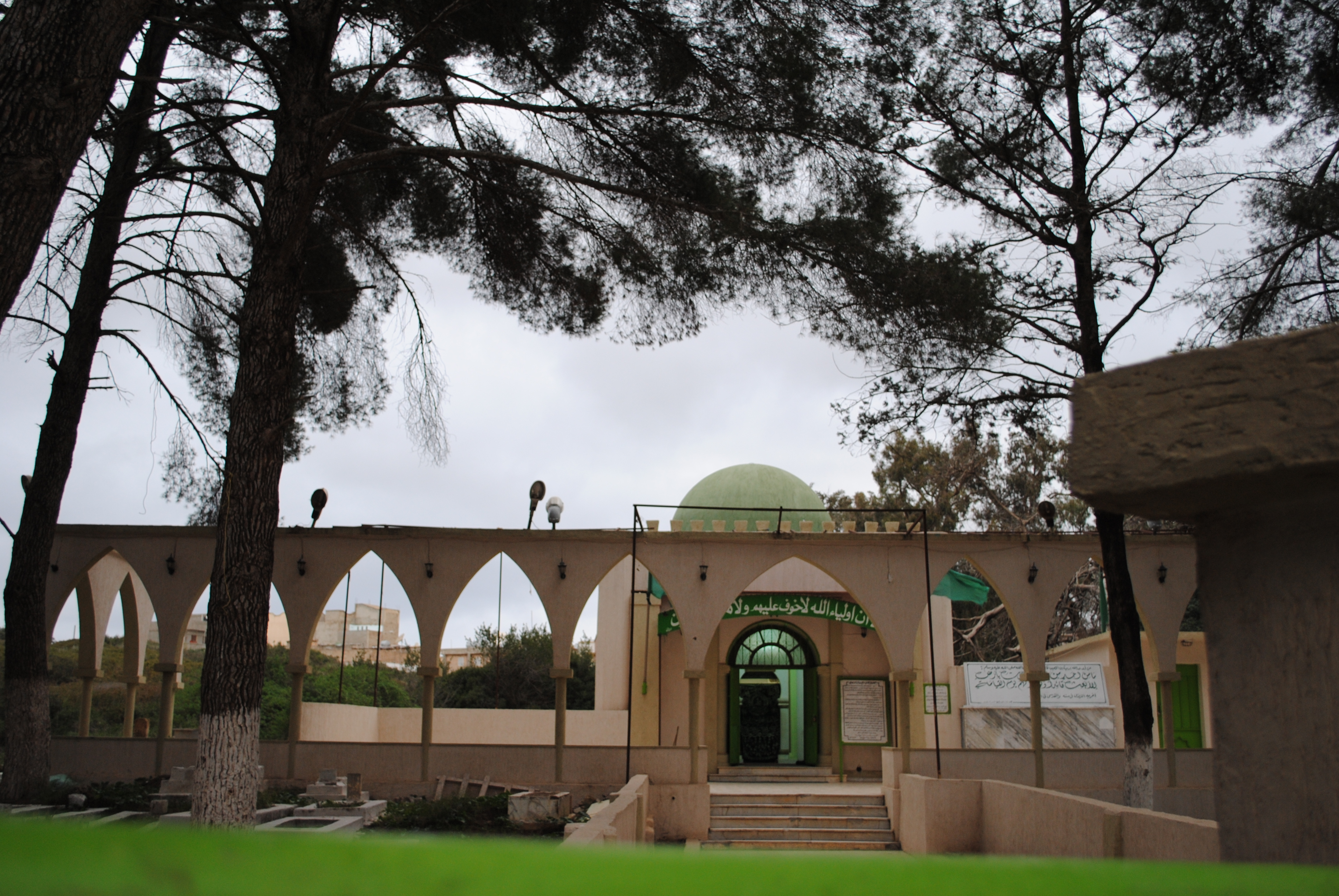
Могила Сахаби Рувайфы Аль-Ансари в Мисурате

Ислам в Ливии — основная религия. Его исповедуют 95 % ливийцев. Подавляющее большинство ливийских мусульман — сунниты.

## История
Ислам в Ливии появился в восьмом веке вместе с арабскими завоевателями. Завоеватели принесли ислам суннитского толка. Ислам и арабский язык быстро прижились, и уже в десятом веке Ливия была арабоговорящей и мусульманской. До сих пор ливийцы — мусульмане.

## Роль в обществе
Ислам в Ливии — государственная религия. Коран (наряду с Зелёной книгой) — основа законов в Ливии. Но в то же время в Ливии практически нет дискриминации женщин, у них широкие возможности. Это стало возможным благодаря политике Муаммара Каддафи. Он был верующим мусульманином, однако имел одну жену, поскольку считал, что мужчине достаточно и одной жены.